# Krzeszowice
Krzeszowice dél-lengyelországi város a Kis-lengyelországi vajdaságban, mintegy 25 km-re délkeletre Krakkó központjától, a szlovák határtól 60 km-re északra.
2008-ban beválogatták 19 más - lengyel, olasz, német és spanyol várossal együtt - az Európa falvai (Pueblos de Europa) című spanyol dokumentumfilmbe, melyet Juan Frutos (Colours Communication Group) és Orange Productions S.L. készített.

## Nevezetességek

### Építészet
- Szent Márton-templom (Kościół św. Marcina), a 19. századból származó neogótikus épület)
- Potocki-palota(wd) a 19. század közepéből
- Vauxhall-palota

### Parkok és kertek
- Potocki-kert

### Múzeumok és galériák
- Krzeszowicei tartományi múzeum, egy kis művészeti galéria műtárgyakkal, bútorokkal.

## Vallások
- Római katolikusok (Szent Márton-templom, Grunwaldzka utca 2)
- Jehova Tanúi (Kingdom Hall, Kościuszko utca 49)

## Gazdaság és infrastruktúra

### Közlekedés
A városon halad keresztül nyugat-keleti irányban a 79. sz. főút (droga krajowa 79). Mintegy 5 km-re délre a várostól halad a 4. sz. autópálya. A helység a lengyel vasúttársaság hálózatához is csatlakozik. Közvetlen kapcsolattal rendelkezik Krakkó és Chrzanów felé. A legközelebbi nemzetközi repülőtér mintegy 14 km-re található, a Krakkó-Balice-i II. János Pál repülőtér.

## Külső hivatkozások
- Krzeszowice város és járás honlapja (lengyelül)

## Fordítás
- Ez a szócikk részben vagy egészben  a   Krzeszowice című angol Wikipédia-szócikk fordításán alapul.  Az eredeti cikk szerkesztőit annak laptörténete sorolja fel. Ez a jelzés csupán a megfogalmazás eredetét és a szerzői jogokat jelzi, nem szolgál a cikkben szereplő információk forrásmegjelöléseként.
- Ez a szócikk részben vagy egészben  a   Krzeszowice című német Wikipédia-szócikk fordításán alapul.  Az eredeti cikk szerkesztőit annak laptörténete sorolja fel. Ez a jelzés csupán a megfogalmazás eredetét és a szerzői jogokat jelzi, nem szolgál a cikkben szereplő információk forrásmegjelöléseként.

1. ↑  https://bdl.stat.gov.pl/api/v1/data/localities/by-unit/011212006064-0951570?var-id=1639616&format=jsonapi. (Hozzáférés: 2022. október 4.)